# Groupe de recherches musicales
Le Groupe de recherches musicales (GRM) est un centre de recherche musicale dans le domaine du son et des musiques électroacoustiques. Pierre Schaeffer crée en 1958 le GRM, qui rejoint deux ans plus tard le Service de la recherche de la Radio-télévision française. C'est en 1975, à l'issue de l'éclatement de l'ORTF, que le GRM est intégré à l'INA.

## Les activités du GRM
Elles s'inscrivent dans les missions de production, de recherche et de conservation du patrimoine de l'INA.
- Activités de production et d'édition — création musicale, production d'émissions pour Radio France et organisation d'une saison de concerts à la Maison de Radio France, les « Multiphonies ».
- Activités de recherche — recherche sur les sons et les musiques dans leurs dimensions sociologiques et esthétiques ; édition du logiciel GRM-Tools, outil de post-production sonore.
- Activités patrimoniales — conservation et valorisation du patrimoine sonore.
- Activités d'édition d'enregistrement avec ses collections[1], GRM Portraits[2], et Recollections GRM[3] sur CD et téléchargements.

Depuis sa création en 1958, plus de 200 compositeurs ont travaillé au GRM, parmi lesquels Claude Ballif, Gisèle Barreau, François Bayle, Luciano Berio, André Boucourechliev, Denis Dufour, Dieter Kaufmann, Lionel Marchetti, Michel Redolfi, Régis Renouard-Larivière, Jean-Claude Risset, Denis Smalley, pour n'en citer que quelques-uns.

## Les membres du GRM
De nombreux compositeurs, chercheurs et techniciens ont été membres du GRM, travaillant pour l'une ou l'autre des activités décrites ci-dessus. Parmi eux, on peut citer :
- Jean-François Allouis
- Bernard Baschet
- François Bayle
- François Bonnet
- Sophie Brunet
- Edgardo Canton
- Mireille Chamass-Kyrou
- Michel Chion
- Robert Cahen
- Philippe Carson
- Henri Chiarucci
- Robert Cohen-Solal
- Francis Coupigny
- François Delalande
- François Donato
- Denis Dufour
- Bernard Durr
- Emmanuel Favreau
- Luc Ferrari
- Beatriz Ferreyra
- Pierre-Alain Jaffrennou
- Évelyne Gayou
- Yann Geslin
- Jacques Lejeune
- Diego Losa
- François-Bernard Mâche
- Bénédict Mailliard
- Ivo Malec
- Philippe Mion
- Bernard Parmegiani
- Michel Philippot
- Francis Régnier
- Guy Reibel
- Pierre Schaeffer
- Jean Schwarz
- Daniel Teruggi
- Jack Vidal
- Hugues Vinet
- Iannis Xenakis
- Christian Zanési

Pierre Henry est parti avant la création du GRM.

## Les compositeurs invités et visiteurs du GRM
De très nombreux compositeurs sont passés dans les studios du GRM pour y apprendre la musique concrète/acousmatique ou y composer des œuvres, pour participer à des manifestations ou à des ouvrages, pour collaborer à la réalisation d'émissions de radio, etc. Parmi eux on peut citer :
- Gilbert Amy
- Claude Ballif
- André Boucourechliev
- Franck Hammoutène
- Jean-Michel Jarre
- Lionel Marchetti
- Pierre Charvet
- Arnaud Rebotini
- Bruno Letort
- Gilles Racot
- Philippe Leroux
- Annette Vande Gorne
- Eugénie Kuffler

## Edition musicale

### Recollection GRM et Portraits GRM
En 2012, le label Recollection GRM est créé en collaboration avec Peter Rehberg (responsable du label Editions Mego), dans le but de rendre à nouveau disponibles des enregistrements du Groupe de Recherches Musicales. En 2020 est lancé le label Portraits GRM, qui est dédié à l'édition de commandes récentes du GRM.
À la suite du décès de Peter Rehberg en 2021, les publications des deux collections continuent en collaboration avec Shelter Press, un label dirigé par Bartolomé Sanson et Félicia Atkinson.

#### Publications de la série Recollection GRM
| Numéro catalogue | Artiste                  | Titre                                    | Sortie | Date production |
| ---------------- | ------------------------ | ---------------------------------------- | ------ | --------------- |
| REGRM 001        | Pierre Schaeffer         | Le Trièdre Fertile                       | 2012   | 1978            |
| REGRM 002        | Guy Reibel               | Granulations-Sillages / Franges Du Signe | 2012   | 1978            |
| REGRM 003        | Bernard Parmegiani       | L'Œil Écoute / Dedans-Dehors             | 2012   |                 |
| REGRM 004        | Compilation              | Traces One                               | 2012   |                 |
| REGRM 005        | Luc Ferrari              | Presque Rien                             | 2012   |                 |
| REGRM 006        | Ivo Malec                | Triola ou Symphonie pour moi-même        | 2012   | 1972, 1978      |
| REGRM 007        | Iannis Xenakis           | GRM Works 1957-1962                      | 2013   | 1957-1962       |
| REGRM 008        | Compilation              | Traces Two                               | 2013   |                 |
| REGRM 009        | Bernard Parmegiani       | De Natura Sonorum                        | 2013   | 1978            |
| REGRM 010        | François Bayle           | L'Expérience Acoustique                  | 2013   | 1968-1972       |
| REGRM 011        | Jean-Claude Risset       | Music From Computer                      | 2014   |                 |
| REGRM 012        | Compilation              | Traces Three                             | 2014   |                 |
| REGRM 014        | Michel Redolfi           | Pacific Tubular Waves / Immersion        | 2015   | 1979-1980       |
| REGRM 015        | Beatriz Ferreyra         | GRM Works,                               | 2015   |                 |
| REGRM 016        | Jean Schwarz             | Erda / Suite N                           | 2016   | 1972, 1982      |
| REGRM 017        | Luc Ferrari              | Hétérozygote / Petite Symphonie...       | 2017   |                 |
| REGRM 018 EXT    | Jaap Vink                | Jaap Vink                                | 2017   |                 |
| REGRM 019        | François Bayle           | Tremblements...                          | 2017   |                 |
| REGRM 020        | Christian Zanési         | Grand Bruit / Stop! L'Horizon            | 2018   |                 |
| REGRM 021        | Régis Renouard Larivière | Contrée                                  | 2019   |                 |
| REGRM 022        | Luc Ferrari              | Music Promenade / Unheimlich Schön       | 2019   |                 |
| REGRM 023        | Bernard Parmegiani       | Violostries                              | 2020   |                 |
| REGRM 024        | Bernard Fort             | Fractals / Brain Fever                   | 2020   |                 |
| REGRM 025        | Michèle Bokanowski       | Rhapsodia / Battements Solaires          | 2021   | 2008, 2018      |
| REGRM 026        | Lionel Marchetti         | La Grande Vallée / Micro-Climat          | 2021   | 1989-1995       |
| REGRM 027        | Beatriz Ferreyra         | Senderos De Luz Y Sombras                | 2023   | 2016-2020       |
| REGRM 028        | Daniel Teruggi           | Sphæra                                   | 2023   | 1984/89         |
| REGRM 029        | Robert Cahen             | La Nef Des Fous                          | 2024   | 1971-1974       |
| REGRM 030        | Horacio Vaggione         | «Schall» / «Rechant»                     | 2024   | 1994-2002       |

#### Publications de la série Portraits GRM
| Numéro catalogue | Artiste                | Titre                                                                | Sortie | Date production |
| ---------------- | ---------------------- | -------------------------------------------------------------------- | ------ | --------------- |
| SPGRM 001        | Jim O'Rourke           | Shutting Down Here                                                   | 2020   | 2019            |
| SPGRM 002 LR     | Lucy Railton           | Forma                                                                | 2020   | 2019            |
| SPGRM 002 ME     | Max Eilbacher          | Metabolist Meter                                                     | 2020   | 2019            |
| SPGRM 003 H      | Hecker                 | Statistique Synthétique                                              | 2020   | 2020            |
| SPGRM 003 OL     | Okkyung Lee            | Teum (The Silvery Slit)                                              | 2020   | 2019            |
| SPGRM 004        | Kali Malone            | Living Torch                                                         | 2022   | 2021            |
| SPGRM 005        | Peter Rehberg          | At GRM                                                               | 2022   | 2009, 2016      |
| SPGRM 006        | Lars Peter Hagen       | Transfiguration 4                                                    | 2023   | 2018            |
| SPGRM 006        | Dafne Vicente-Sandoval | Minos Circuit                                                        | 2023   | 2021            |
| SPGRM 007        | Lasse Marhaug          | How to Avoid Ants                                                    | 2023   | 2020            |
| SPGRM 007        | Eve Aboulkheir         | 22/12/2017 Guilin Synthetic Daydream                                 | 2023   | 2020            |
| SPGRM 008        | Richard Chartier       | Recurrence.Expansion                                                 | 2023   | 2022            |
| SPGRM 008        | Félicia Atkinson       | Ni envers ni endroit que cette roche brûlante (Pour Georgia O’Keefe) | 2023   | 2023            |
| SPGRM 009        | Laurel Halo            | Octavia                                                              | 2024   | 2022            |
| SPGRM 009        | Jessica Ekomane        | Manifolds                                                            | 2024   | 2022            |